# Vermes Dorka
Vermes Dorka (Budapest, 1990. március 27. –) filmrendező, forgatókönyvíró.

## Élete
Budapesten született és nőtt fel. A Budapest XIV. Kerületi Teleki Blanka Gimnázium után a Pázmány Péter Katolikus Egyetemen szerzett magyar szakos alapdiplomát, majd az ELTE BTK Filmtudomány szakán mesterdiplomát. Rendezői tanulmányait a Színház- és Filmművészeti Egyetemen kezdte, majd a Freeszfe Egyesületben fejezte be.
Első nagyjátékfilmje, az Árni 2023-ban a Velencei Filmfesztivál Biennale College Cinema program támogatásának segítségével készült el.

## Filmjei

### Nagyjátékfilm
- Árni (2023)

### Rövidfilm
- Varjú Károly (2015)
- Anyák napja az Internet Movie Database oldalon (angolul) (2018)
- Ebrovás (2020)[3]
- Quarantine Set (2021)[4]
- Fény (2022)
- Alba Vulva az Internet Movie Database oldalon (angolul) (2022)

## Díjai
- Filmschoolfest Munich - ARTE Short Film Prize (2022)[5]
- BEAST International Film Festival - Jury Mention (2022)[6]
- Friss Hús Budapest Nemzetközi Rövidfilmfesztivál - Elismerő oklevél (2022)[7]
- Union Internationale du Cinéma – Bronz Medal Award (2023)[8]
- Friss Hús Budapest Nemzetközi Rövidfilmfesztivál - Queer Section - Legjobb film (2023)[9]
- Tiranai Nemzetközi Filmfesztivál - Legjobb rendező (2024)[10]
- Tiranai Nemzetközi Filmfesztivál - New Critics Choice: Legjobb film (2024)[10]
- Magyar Filmkritikusok Díja - Legjobb rendező (2025)[11]
- 44. Magyar Filmszemle - Legjobb rendező (2025)[12]